# Neptis ria
Neptis ria är en fjärilsart som beskrevs av John Nevill Eliot 1969. Neptis ria ingår i släktet Neptis och familjen praktfjärilar. Inga underarter finns listade i Catalogue of Life.